# 文景德
文景德（朝鲜语：／，1957年10月12日—），朝鮮政治人物，官至朝鮮勞動黨中央委員會委員及政治局書記及候補委員。同時，他也是行政部長張成澤的親信。

## 生平
文景德出生於平壤，並在金日成綜合大學畢業，又曾加入朝鮮人民軍。在完成學業後，文京德擔當平壤市的黨指導員。1991年，他被任命為社會主義青年同盟中央委員會副委員長。1998年，他當選為最高人民會議代議員。隨後，他晉升為平壤市黨第2指導局局長。2002年，獲勳金日成勛章。翌年，連任為最高人民會議代議員。其後，他出任黨中央委員會副部長。2012年，他一連被升為平壤市黨委責任書記、政治局書記及候補委員。
2013年12月初，行政部長張成澤忽然落馬，其後更被處死。外界分析其親信，如文景德、崔富日和盧鬥哲等也會在不久後遭到肅清。然而，直至月中，他們也出席了金正日去世兩周年的中央追悼大會，並未被金正恩清洗。但是，他也未能在翌年舉行的最高人民會議選舉中當選為代議員。
2018年7月，任平安北道党委委员长。2019年4月，在朝鲜劳动党七届四中全会上，补选党中央委员会委员。2021年1月，在朝鲜劳动党第八次代表大会上，当选党中央委员会委员2023年12月，不再担任平安北道党委责任书记的职务。
朝鲜第九届、十届、十一届、十二届、十四届最高人民会议代议员。

## 資料來源
1. ↑  . 朝鲜中央通讯社.   [2024-06-18]. （原始内容存档于2024-06-18）.
2. 1 2  "追悼會不乏張成澤親信 金正恩或暫休肅清" 《朝鮮日報》中文版 2013 12 18
3. ↑  "당대표자회, 40년대 해방전후 차세대 기수 전면 등장" 《統一新聞》 2011 4 10
4. 1 2 3 4  .   [2014-01-27]. （原始内容存档于2015-09-23）.
5. ↑  "朝代議員名單公佈 天安艦主謀再當選" 的存檔，存档日期2014-03-12. 《朝鮮日報》中文版 2014 3 12
6. 1 2  . 大韩民国统一部.   [2024-06-18]. （原始内容存档于2024-06-18）.